# Anomala camancha
Anomala camancha är en skalbaggsart som beskrevs av Henry Frederick Wickham 1913. Anomala camancha ingår i släktet Anomala och familjen Rutelidae. Inga underarter finns listade i Catalogue of Life.